# Jimmy Stewart (piloto)
Jimmy Stewart (Milton, 6 de marzo de 1931-Glasgow, 3 de enero de 2008) fue un piloto de automovilismo británico. Era el hermano mayor del tres veces campeón mundial de Fórmula 1 Jackie Stewart.
Stewart condujo varias carreras de Fórmula 1, pero solo una que contaba para el Campeonato Mundial. Para el equipo escocés Ecurie Ecosse participó en el Gran Premio de Gran Bretaña de 1953 con un Cooper pero fue eliminado. Un año después resultó gravemente herido tras un accidente en las 24 Horas de Le Mans con un Aston Martin, y tras volver a estrellarse en una carrera de autos deportivos en Silverstone en 1955, se retiró del automovilismo.

## Resultados

### Fórmula 1
(Clave) (negrita indica pole position) (cursiva indica vuelta rápida)

| Año     | Escudería     | 1   | 2   | 3   | 4   | 5   | 6       | 7   | 8   | 9   | Pos. | Puntos |
| ------- | ------------- | --- | --- | --- | --- | --- | ------- | --- | --- | --- | ---- | ------ |
| 1953    | Ecurie Ecosse | ARG | 500 | NED | BEL | FRA | GBR Ret | GER | SUI | ITA | NC   | 0      |
| Fuente: |               |     |     |     |     |     |         |     |     |     |      |        |